# 2003년 이라크 침공
2003년 이라크 침공(영어: 2003 invasion of Iraq, 아랍어: الغزو الأمريكي للعراق)은 2003년 3월 20일 미군과 영국군이 합동으로 이라크를 침공한 사건으로, 이로 인해 이라크 전쟁이 발발하였다.
2003년 4월 9일에 이라크의 수도인 바그다드를 함락하게 되었고 같은 해 5월 1일에 끝났다. 이라크 전쟁은 미국 대통령 버락 오바마의 2011년 12월 15일 종전 선언으로 공식 종료되었다.

## 침공의 근거
미국과 영국이 주장한 침공의 근거는 아래와 같다.
- 이라크는 과거 대량 살상 무기의 보유를 밝힌 바 있고, 여전히 그 무기를 보유하고 있을 가능성이 있어서 세계의 안보 환경을 위협하고 있다.
- 독재자 사담 후세인은 국내에서 쿠르드인을 탄압하는 등 많은 압정을 실시하고 있다.
- 거듭되는 유엔 사찰의 방해 때문에, 대량 살상 무기의 폐기를 확인하기가 쉽지 않다.
- 거듭되는 사찰 방해 때문에, 걸프 전쟁의 정전 결의인 유엔 안보리 결의 687이 찢어지고 있다.
- 유엔 안보리 결의 1154와 "앞으로의 어떠한 안보리 결의 위반도, 이라크에 있어서 가장 어려운 결과를 부른다."라고 하는, 걸프 전쟁 정전 협정(위의 687) 파기 조건의 결의, 즉 마지막 경고 결의가 진행 중이었다.
- 사담 후세인 정권이 여러 테러조직과 알카에다를 지원하고있다.

대체로 위와 같은 까닭으로 이라크를 중동의 위협이라고 단정하고, 이라크의 무장 해제를 목적으로 한 무력행사라고 밝히며, 이라크를 침공했다. 프랑스, 덴마크, 독일, 뉴질랜드, 러시아, 스페인 등은 전쟁을 시작한다면 1441 이외로 새로운 안보리 결의를 추가해야 한다고 주장했으나 미국과 영국 및 동맹국은 그러한 필요가 없음을 밝히고 위의 까닭에만 기초를 두어 전쟁을 단행했다.
또, 미국과 영국 측이 승전을 선포한 뒤의 2004년 10월, 미국이 파견한 조사단이 "이라크에 대량 살상 무기는 존재하지 않는다"라는 마지막 보고를 제출하였다. 전쟁을 시작한 근거가 된 대량 살상 무기의 정보의 신빙성도 희박한 것이었던 것이 밝혀져 이 전쟁의 정당성이 크게 흔들리는 결과를 낳았다.

## 같이 보기
- 걸프 전쟁
- 이란-이라크 전쟁
- 사담 후세인
- 이라크 전쟁
- 사막의 여우 작전